# Aristodème de Sparte
Pour les articles homonymes, voir Aristodème.

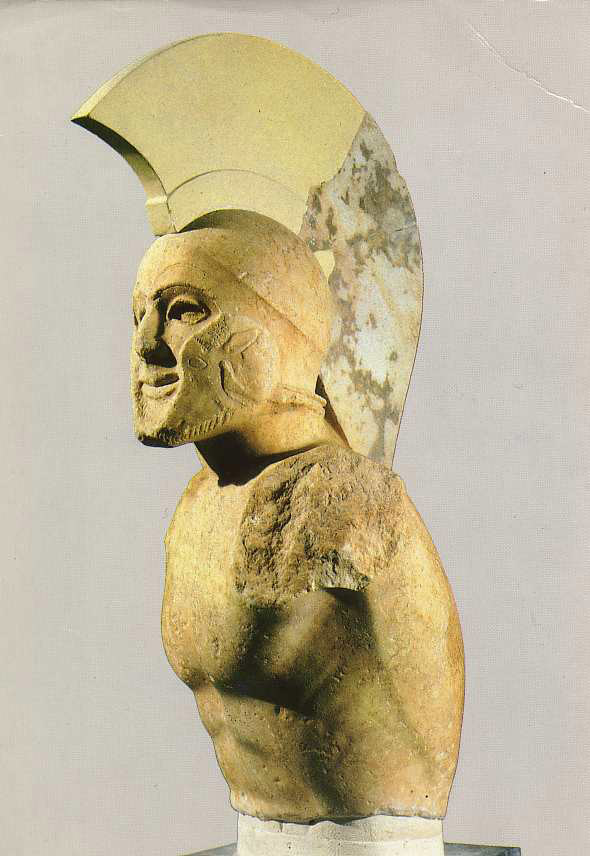
Sculpture d'un soldat spartiate associé à Léonidas.

Aristodème de Sparte (en grec ancien Ἀριστόδημος) est un soldat lacédémonien.

## Biographie
Il participe aux premières phases de la bataille des Thermopyles avant d'être renvoyé à Sparte par Léonidas Ier pour un problème aux yeux, aux côtés d'un autre soldat nommé Eurytos.
Bien que pouvant retourner à Sparte sur blessure et donc sans être blâmé, Eurytos fait demi-tour et combat jusqu'à sa mort aux Thermopyles. Aristodème ayant continué son chemin, il est vu comme un lâche par les habitants de sa ville, à la manière de Pantitès. L'année suivante, il combat à la bataille de Platées avec courage et au péril de sa vie, mais ne lave pas pour autant son honneur : Aristodème sortit du rang pour combattre les Perses seul, brisant ainsi la formation de la phalange, qui est pourtant le gage de sa réussite face à un ennemi plus nombreux. Il réussit certes à vaincre plusieurs ennemis, mais au prix d’une mise en danger de toute son unité.

## Postérité
Dans la bande dessinée 300, Frank Miller construit le personnage Dilios sur la base d'Aristodème. Dans l'adaptation cinématographique, le rôle de Dilios est joué par l'acteur David Wenham et le personnage apparaît aussi dans sa suite.